# Edward Healy Thompson
Edward Healy Thompson (1813, Oakham, Rutland - 21 de maio de 1891, Cheltenham, Gloucestershire) foi um escritor católico romano inglês.

## Vida
Ele foi educado na Oakham School e Emmanuel College, Cambridge. Tendo recebido ordens anglicanas, ele obteve uma curatela em Calne, Wiltshire.
Após alguns anos no ministério anglicano em Marylebone, Ramsgate e em outros lugares, ele se tornou católico em 1846. O resto de sua vida, os últimos anos passados em Cheltenham, ele se dedicou à literatura religiosa.

## Trabalho
Ele publicou como sua defesa:
- "Remarks on certain Anglican Theories of Unity" (1846);
- "The Unity of the Episcopate considered" (1847); and
- "A few earnest thoughts on the Duty of Communion with the Catholic Church" (1847).

Em 1851, juntamente com James Spencer Northcote, ele assumiu a redação de uma série de panfletos polêmicos conhecidos como The Clifton Tracts. Suas principais obras foram:
- lives of M. Olier (1861), Marie Harpain (1869), St. Stanislaus Kostka (1869), Baron de Rentz (1873), and Henri-Marie Boudon (1881);
- "Devotion to the Nine Choirs of Holy Angels" (1869);
- "The Life and Glories of St. Joseph" (1888); and
- "Before and After Gunpowder Plot" (1890).

A maior parte deste trabalho foi adaptação de livros em outras línguas.

## Família
O poeta Francis Thompson era seu sobrinho.
Casou-se com Harriet Diana Calvert, filha de Nicholson Calvert de Humsden, nascida em Humsden, Hertfordshire, 1811; morreu em Cheltenham, Gloucestershire, 21 de agosto de 1896. Com a conversão do marido, ela também ingressou na Igreja Católica e, como ele, dedicou-se ao trabalho literário. Sua principal obra é a "Life of Charles Borromeo", mas ela também escreveu histórias da vida católica. Estes incluem: "Mary, Star of the Sea" (1848); "The Witch of Malton Hill"; "Mount St. Lawrence" (1850); "Winefride Jones" (1854); "Margaret Danvers" (1857); "The Wyndham Family" (1876); e outros, bem como artigos na Dublin Review.
Atribuição
- Este artigo incorpora texto da  Catholic Encyclopedia, publicação de 1913 em domínio público.